# Pasar Lumban Julu
Pasar Lumban Julu is een bestuurslaag in het regentschap Toba Samosir van de provincie Noord-Sumatra, Indonesië. Pasar Lumban Julu telt 537 inwoners (volkstelling 2010).